# San Julián (Sevilla)

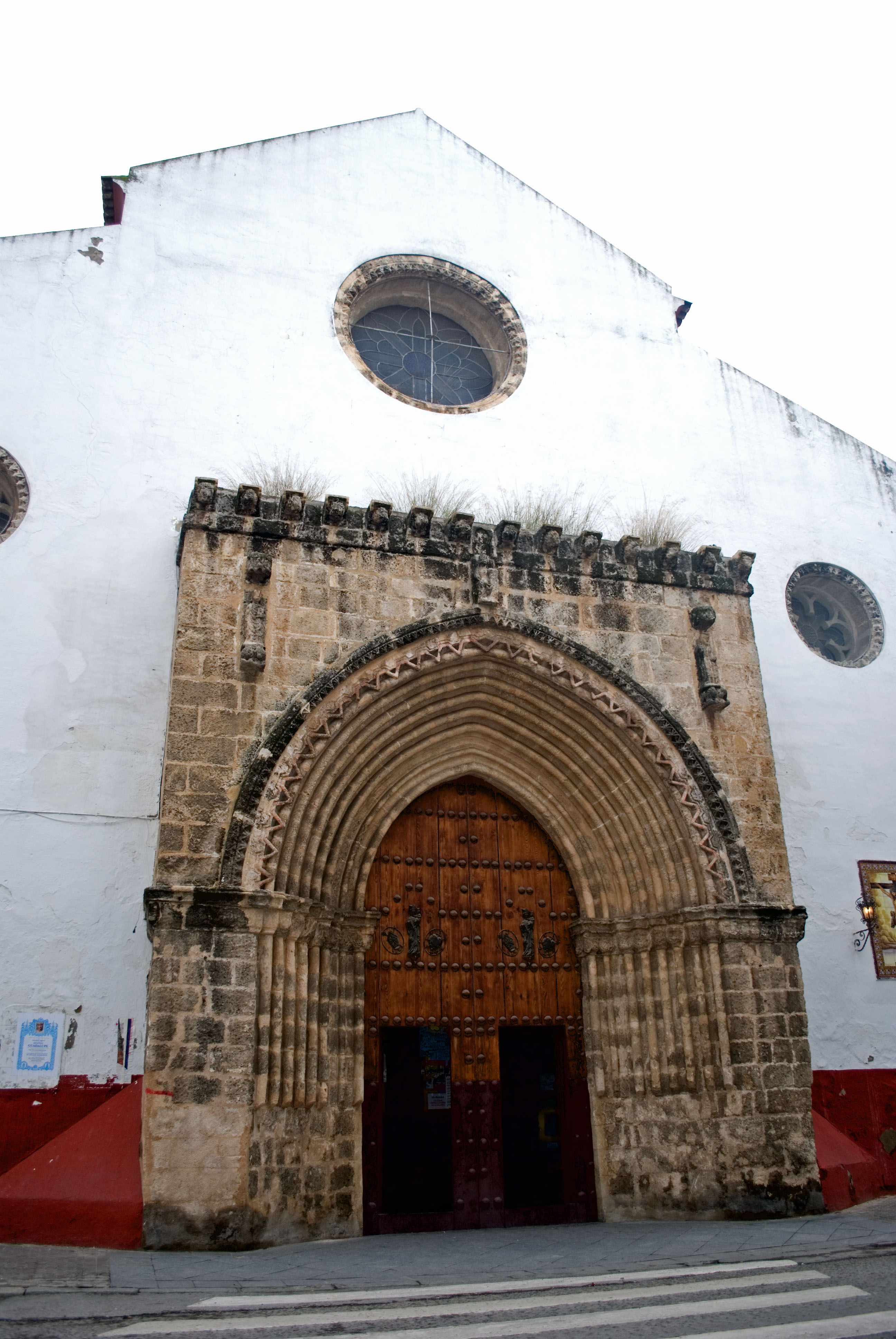
Portada de la iglesia de San Julián, de estilo gótico-mudéjar.

El barrio de San Julián de la ciudad de Sevilla (España), linda con la Ronda Histórica y forma parte del distrito Casco Antiguo. Su población es 6.236 habitantes.
En él se mezclan modernos bloques de hasta 7 plantas con las tradicionales casas de una o dos plantas. El centro neurálgico es la plaza de San Julián donde se encuentra la parroquia que lleva el mismo nombre del barrio y en cuyo interior se encuentra la imagen de San Julián.
Hasta hace unos años existía el mercado de abastos de San Julián, en su lugar se abrió el Centro Cívico San Julián y una Biblioteca.
Las grandes fiestas del barrio se celebran en el mes de septiembre con la velá de la Hiniesta a principios de mes y con las fiestas en honor de la Virgen del Rosario a finales del mismo mes. En Navidades sale la cabalgata del paje real por las calles del barrio y en mayo se instalan las tradicionales cruces de Mayo en la plaza de San Julián y en la plaza del Pelícano.

## Hermandades y Semana Santa
- Hermandad de La Hiniesta (Sevilla). Procesiona el Domingo de Ramos y la Hiniesta Gloriosa en la víspera de la festividad del corpus Christi para presidir el altar instalado en la fachada del ayuntamiento de la ciudad, regresando la tarde del día del corpus.
- Hermandad de la Virgen del Rosario que procesiona el tercer domingo de octubre, patrona del barrio.
- Hermandad de la Resurrección que Sale el Domingo de Resurrección.
- Real Hermandad Servita que Sale el Sabado Santo.
- Grupo de fieles Cristo del Perdón de San Marcos.
- Real Hermandad de San Hermenegildo rey Mártir.
- Archicofradía de la Divina Pastora convento de Capuchinos.

## Asociaciones deportivas
- Club Deportivo San Julián (fútbol).
- Giraldillo C.D. (Fútbol, Fútbol-sala y Carreras populares)
- Club baloncesto Macasta (Baloncesto)